# Вахновка
Ва́хновка (укр. Вахнівка) — село на Украине, находится в Липовецком районе Винницкой области. Через село протекает река Ольшанка
Код КОАТУУ — 0522280601. Население по переписи 2001 года составляет 1828 человек. Почтовый индекс — 22524. Телефонный код — 4358.
Занимает площадь 5,561 км².

## Адрес местного совета
22524, Винницкая область, Липовецкий р-н, с. Вахновка, ул. 60-летия Октября, 30

## Галерея
- Въезд в село со стороны Турбова
- Автобусная остановка в центре села
- Памятник в центре села

## История
По состоянию на 1885 в бывшем собственническому городке, центре Вахновской волости Бердичевского уезда Киевской губернии, проживало 1849 человек, насчитывалось 222 дворовых хозяйства, православная церковь, католический костел, синагога, 2 еврейских молитвенных дома, школа, почтовая станция, 4 постоялых двора, постоялый дом , 20 лавок, водяная и ветряная мельницы, происходили базары по воскресеньям через неделю . За версту - пивоваренный завод.
По переписи 1897 года число жителей возросло до 5371 человека (2623 мужского пола и 2748 - женского), из которых 2724 - православной веры, 2404 - иудейской .
По состоянию на 1920 населения Вахновка составляло 7420 человек. В результате Голодомора 1932-33 годов село потеряло до трех тысяч жителей.